# 散毛府
散毛府，元朝时设置的府。
至元三十一年（1294年）以散毛洞置，治所在今湖北省来凤县。属四川等处行中书省。至正六年（1346年）改置散毛誓崖等处军民宣抚司。 